# バスケス・バイロン
バスケス・バイロン（英: Byron Vasquez）ことバイロン・グスタボ・アンドレス・バスケス・マラガノ（Byron Gustavo Andrés Vásquez Maragaño、2000年5月16日 - ）は、チリ出身のプロサッカー選手。Jリーグ・FC町田ゼルビア所属。ポジションはミッドフィールダー、フォワード。

## 来歴
チリ生まれでチリ国籍を持つが、小学生3年生のときに両親の仕事の都合で来日し埼玉県に居住（このため、自宅は現在も埼玉県にあるという）。そのため両親はともに外国人だが、日本語に堪能で読み書きも完全にこなせる。榎本樹は東松山市のジュニアユースクラブ時代にコンビを組んでいた同級生である。高校進学時に埼玉を離れ青森山田高校へ進むと、3年時には主力として全国高等学校サッカー選手権大会の優勝に貢献した。
2019年、高校卒業後の進路を選ぶに当たり、日本育ちではあるものの、Jリーグでは外国籍選手扱いとなり出場機会に制約が生じることを考慮し、当時東北社会人サッカーリーグ1部ながらも「世界で戦っていくための環境が整っている」といういわきFCへ加入した。地域CL2019では3得点を挙げチームの優勝・JFL昇格に貢献した。
2020年2月21日、チリ1部・CDウニベルシダ・カトリカへの期限付き移籍。しかし、新型コロナウイルス流行の影響によりリーグ戦は休止となりチームの活動も8月中旬頃までストップ、外出さえ制限される日々を過ごす。その後リーグ戦が再開されたものの出場機会はなく、同年10月にいわきFCへ復帰。2021年はいわきで活躍した。
2022年、東京ヴェルディに完全移籍。5月16日に自身のSNS上で帰化して日本国籍を取得する意向を示した。同年10月末に申請が完了し、2023年1月5日までに全3回の面談を終え、審査期間に入る。
2023年7月6日、高校時代の恩師である黒田剛が監督を務めるFC町田ゼルビアへ完全移籍。

## 所属クラブ
- 新明サッカースポーツ少年団
- 東松山ぺレーニアFCジュニアユース
- 青森山田高校
- 2019年 - 2021年  いわきFC
  - 2020年2月 - 同年10月  ウニベルシダ・カトリカ（期限付き移籍）
- 2022年 - 2023年7月  東京ヴェルディ
- 2023年7月 -  FC町田ゼルビア

## 個人成績
| 国内大会個人成績 | 国内大会個人成績 | 国内大会個人成績 | 国内大会個人成績 | 国内大会個人成績 | 国内大会個人成績 | 国内大会個人成績 | 国内大会個人成績 | 国内大会個人成績 | 国内大会個人成績 | 国内大会個人成績 | 国内大会個人成績 |
| 年度             | クラブ           | 背番号           | リーグ           | リーグ戦         | リーグ戦         | リーグ杯         | リーグ杯         | オープン杯       | オープン杯       | 期間通算         | 期間通算         |
| 年度             | クラブ           | 背番号           | リーグ           | 出場             | 得点             | 出場             | 得点             | 出場             | 得点             | 出場             | 得点             |
| 日本             | 日本             | 日本             | 日本             | リーグ戦         | リーグ戦         | リーグ杯         | リーグ杯         | 天皇杯           | 天皇杯           | 期間通算         | 期間通算         |
| ---------------- | ---------------- | ---------------- | ---------------- | ---------------- | ---------------- | ---------------- | ---------------- | ---------------- | ---------------- | ---------------- | ---------------- |
| 2019             | いわき           | 18               | 東北1部          | 10               | 5                | -                | -                | 0                | 0                | 10               | 5                |
| チリ             | チリ             | チリ             | チリ             | リーグ戦         | リーグ戦         | リーグ杯         | リーグ杯         | オープン杯       | オープン杯       | 期間通算         | 期間通算         |
| 2020             | カトリカ         | -                | プリメーラ       | 0                | 0                | -                | -                | -                | -                | 0                | 0                |
| 日本             | 日本             | 日本             | 日本             | リーグ戦         | リーグ戦         | リーグ杯         | リーグ杯         | 天皇杯           | 天皇杯           | 期間通算         | 期間通算         |
| 2020             | いわき           | 18               | JFL              | 5                | 0                | -                | -                | -                | -                | 5                | 0                |
| 2021             | いわき           | 7                | JFL              | 9                | 1                | -                | -                | 1                | 0                | 10               | 1                |
| 2022             | 東京V            | 18               | J2               | 28               | 4                | -                | -                | 3                | 0                | 31               | 4                |
| 2023             | 東京V            | 18               | J2               | 22               | 2                | -                | -                | 0                | 0                | 22               | 2                |
| 2023             | 町田             | 39               | J2               | 16               | 1                | -                | -                | 0                | 0                | 16               | 1                |
| 2024             | 町田             | 39               | J1               | 13               | 0                | 6                | 1                | 1                | 0                | 20               | 1                |
| 通算             | 日本             | 日本             | J1               | 13               | 0                | 6                | 1                | 1                | 0                | 20               | 1                |
| 通算             | 日本             | 日本             | J2               | 66               | 7                | -                | -                | 3                | 0                | 69               | 7                |
| 通算             | 日本             | 日本             | JFL              | 14               | 1                | -                | -                | 1                | 0                | 15               | 1                |
| 通算             | 日本             | 日本             | 東北1部          | 10               | 5                | -                | -                | 0                | 0                | 10               | 5                |
| 通算             | チリ             | チリ             | プリメーラ       | 0                | 0                | -                | -                | -                | -                | 0                | 0                |
| 総通算           | 総通算           | 総通算           | 総通算           | 103              | 13               | 6                | 1                | 5                | 0                | 114              | 14               |

その他公式戦
- 2019年
  - 全国地域サッカーチャンピオンズリーグ2019:5試合2得点
  - 第55回全国社会人サッカー選手権大会:6試合3得点

出場歴
- Jリーグ初出場:2022年2月27日 J2第2節 栃木SC戦（味の素スタジアム）
- Jリーグ初得点:2022年5月1日 J2第13節 ファジアーノ岡山戦（シティライトスタジアム）

## タイトル

### クラブ
青森山田高校
- 全国高等学校サッカー選手権大会（2018年）

いわきFC
- 東北社会人サッカーリーグ1部（2019年）
- 全国地域サッカーチャンピオンズリーグ（2019年）
- 日本フットボールリーグ（2021年）

FC町田ゼルビア
- 明治安田生命J2リーグ（2023年）

### 個人
- 全国高等学校サッカー選手権大会・優秀選手（2018年）